# 竹葉亭
竹葉亭（ちくようてい）は幕末に江戸で創業した老舗鰻料理店。現在の本店は銀座にあり、関西方面にものれん分け店が存在する。現在は本家株式会社竹葉亭が経営する3店のほか、名古屋、阪神に株式会社東京竹葉亭の5店、大阪に株式会社大阪竹葉亭の4店が存在する。

## 歴史

### 創業
嘉永年間、江戸大富町浅蜊河岸（東京都中央区新富一丁目1番）において、同所の剣術道場士学館に通う武士の刀を預かる留守居茶屋として、初代別府金七により創業された。慶応2年（1866年）、竹葉亭と号する。酒の女房詞「ささ」に由来する酒の雅称「竹葉」に由来するもので、初代店主の号としても使用された。明治5年（1871年）「東京高名三幅対」に「蒲焼・京橋・竹葉亭」とあり、これ以前に蒲焼専門店となっていることがわかる。

### 明治時代
明治初年、販路拡大のため、新富座に弁当を納める事業を始めると、これが成功し、次いで歌舞伎座、帝国劇場等にも仕出しを行った。また、店主の客に媚びない人柄が評判で、旧大名家毛利家や黒田家にも贔屓にされた。明治28年（1895年）11月3日、尾張町新地地蔵横町に「鰻鰌洋食食器盛」の支店を開いた、西洋風のテーブル席に「ソップ、どぜう、鰻飯」の3種類を供する近代的なものだった。

### 震災後
大正12年（1923年）関東大震災で浅蜊河岸の本店は焼失し、直後に京都から宮大工を呼んで木造2階建店舗を新築するも、震災復興再開発事業により土地が収公され、翌年現在地の木挽町八丁目に移転した。
大正15年（1926年）丸ノ内ビルヂング1階北側角にスタンドバー付きの和食店を出店した。その後も多店舗展開を進め、昭和初期には以下の東京14軒、大阪10軒の支店が存在した。
東京
- 銀座西店 - 京橋区銀座すずらん通り入口
- 銀座東店 - 京橋区尾張町
- 京橋支店 - 京橋区南伝馬町三丁目5番地第一相互館2階
- 丸ビル支店 - 麹町区永楽町一丁目1番地丸ノ内ビルヂング1階
- 丸の内支店 - 麹町区有楽町一丁目東京商業会議所横
- 有楽町支店 - 麹町区有楽町名物食堂3階
- 浜町支店 - 日本橋区浜町二丁目21番地明治座隣
- 新宿支店 - 淀橋区高野果実店（新宿高野）地階
- 内幸町支店 - 麹町区内幸町高千穂ビル地階
- 歌舞伎座支店 - 京橋区木挽町三丁目歌舞伎座1階
- 東劇支店 - 京橋区築地四丁目14番地東京劇場1階
- 明治座支店 - 日本橋区浜町二丁目21番地明治座3階
- 東京宝塚劇場支店 - 東京宝塚劇場4階
- 有楽座支店 - 有楽座3階

大阪
- 東区瓦町支店
- 北区渡辺橋支店
- 南区湊町支店
- 阪急百貨店内食堂
- 綿業倶楽部（綿業会館）内食堂
- 道頓堀三笠屋食料品店（三笠屋百貨店）内食堂

他4軒
多くは岸田劉生は昭和初年の状況を、「竹葉は、有名だが、この頃は食堂風になってしまって、電車道を越した向横町にも出来た。この節は万事御手軽が流行だが、この御手軽という事は何も今はじまった事ではなく、徳川の中期以前から流行したものである。（中略）その他まぐろさしみのぶつ切りや、茶めしの流行など、この御手軽というものはいつもかわらぬ流行で、またこの御手軽主義から、中々御手重料理にはないうまいものが発明されて行く。」と書いている。
また、この頃高浜虚子は丸ビルに事務所を構え、丸ビル店にも通っており、当時の状況を伺うことができる。なお、震災後、丸ビルの食堂では群衆が殺到し、日本初の食券制が導入されていた。

### 戦中、戦後混乱期
戦時中は、米不足のため、芋飯や饂飩に鰻を添えて供した。昭和19年（1944年）3月5日、本店は奢侈享楽面に対する非常措置実施要綱に基づき休業を余儀なくされた。本店店舗は大蔵省関係の寄宿舎として利用され、一家は茨城県那珂郡瓜連町に疎開した。昭和20年（1945年）の東京大空襲では木挽町本店、京橋店、丸ビル店、中之島店が被害を免れたが、他の支店は全滅し、以降再開されなかった。
終戦直後も米統制は続いたため、海草麺、サッカリン入り汁粉などを供し、ごく一部の常連客にのみ闇市の米を用いた鰻弁当を配り、官憲に見咎められると、客持参の米に鰻を載せただけだと弁解して言い逃れた。昭和24年（1949年）、飲食営業臨時規整法により許可を受け、通常営業を再開した。

### 戦後
4店での営業再開ではあったが、間もなく戦前と同様支店の増設に乗り出し、関東では横浜そごう、船橋そごう、多摩そごう等の百貨店に出店、大阪では市内各地の商業ビルやホテルに支店を設けたほか、西宮市に進出、名古屋観光ホテルにも和食堂呉竹を開店した。海外にも目を向け、クアラルンプール、シンガポールのホテルに出店した。
平成2年（1990年）、出江寛の設計になる大阪リーガロイヤルホテル店は第16回吉田五十八賞、商環境デザイン賞大賞、第6回日本建築士会連合会特別賞、第1回日本建築家協会近畿支部関西建築家大賞受賞。
平成20年（2008年）東京を対象に初のミシュランガイドが発売されると、鰻店唯一の星（一つ星）を獲得、その後京阪神版では西宮店も星を獲得している。

## 現行の店舗
竹葉亭
- 木挽町本店 - 東京都中央区銀座八丁目14番7号
- 銀座店 - 東京都中央区銀座五丁目8番3号
- そごう横浜店 - 神奈川県横浜市西区高島二丁目18番1号familiarそごう横浜店10階ダイニングパーク横浜内
- シンガポール インターコンチネンタル店 - シンガポールミドル・ロード80番地インターコンチネンタル・シンガポール1階
- シンガポール UEスクエア店 - 207 River Valley Road #01-61 UE Square River Wing Singapore 238275

東京竹葉亭

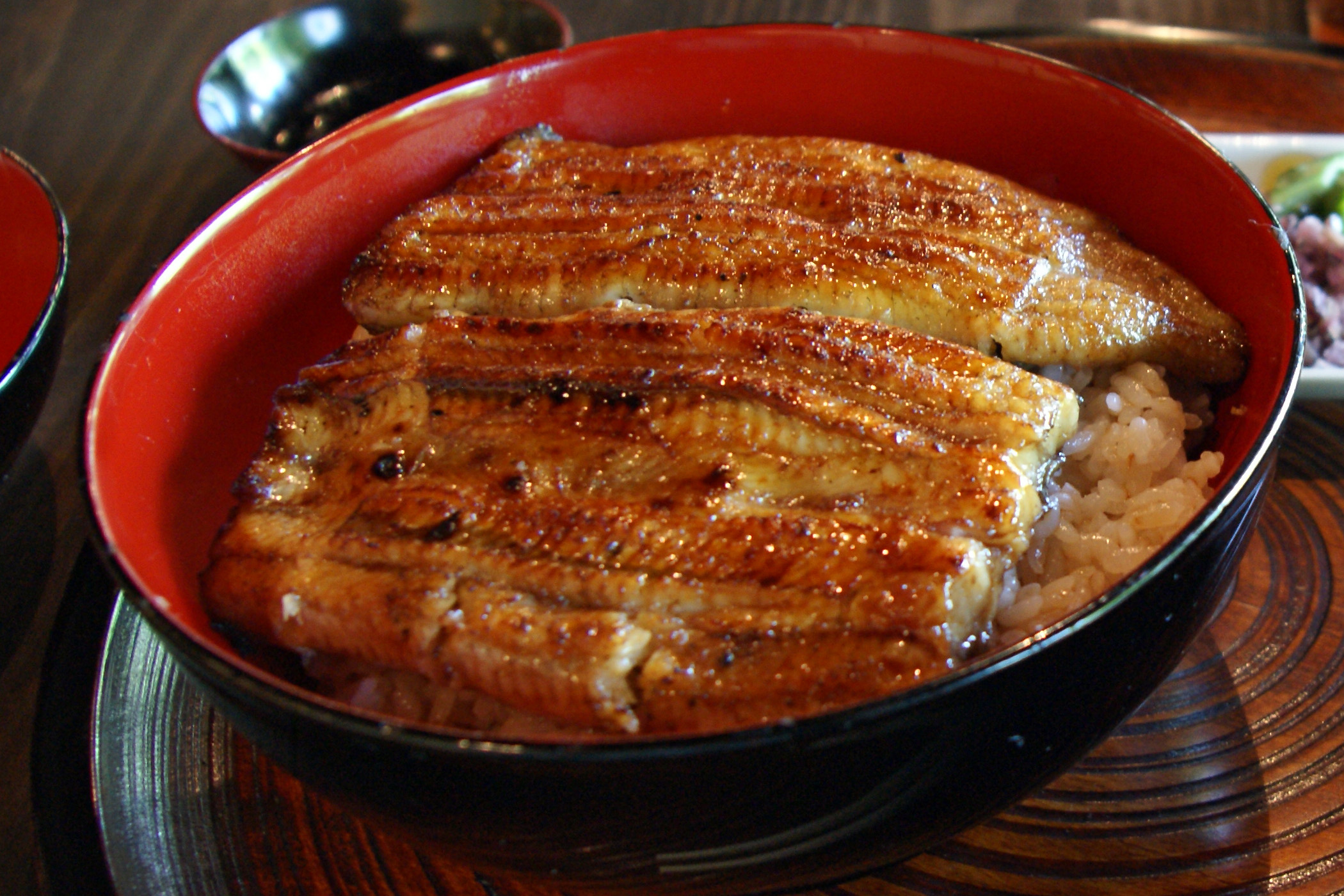
西宮店の鰻丼

- リーガロイヤルホテル店 - 大阪府大阪市北区中之島五丁目3番68号リーガロイヤルホテル地下1階
- 西宮店 - 兵庫県西宮市鞍掛町5番1号白鷹禄水苑内
- なんば店 - 大阪府大阪市中央区難波五丁目1番18号髙島屋大阪店なんばダイニングメゾン7階
- 名古屋店 - 愛知県名古屋市中村区名駅一丁目1番4号JRセントラルタワーズ12階
- 西宮神社会館店 - 兵庫県西宮市社家町1番17号西宮神社会館内

大阪竹葉亭
- 新阪急ホテル店 - 大阪府大阪市北区芝田一丁目1番35号大阪新阪急ホテル地下1階　大阪新阪急ホテル建て替えの為2023年9月20日営業終了
- 大阪ステーションシティ店 - 大阪府大阪市北区梅田三丁目1番1号大阪ステーションシティサウスゲートビル16階
- あべのハルカスダイニング店 - 大阪府大阪市阿倍野区阿倍野筋一丁目11番43号あべのハルカス近鉄本店14階
- KITTE大阪店　-大阪府大阪市北区梅田3-1-1 JPタワーKITTE大阪5階　うなぎ旬菜庵室大阪竹葉亭
- 北新地店 - 大阪府大阪市北区曽根崎新地一丁目1番43号
  - 近鉄生駒店は、2016年7月31日をもって閉鎖

このほか、過去には大阪中之島に本店を置く中之島竹葉亭が存在した。

## 歴代当主
1. 別府金七 - 三河国出身[2]。
2. 別府金七（1860年 - 1934年） - 警視庁道場で宮内省侍従時代の山岡鉄舟に剣道を学ぶ[8]。茶の湯を嗜み、琳派の画を蒐集、吉川霊華と交流した[8]。
3. 別府哲二郎（1889年 - 1971年） - 二代目金七の長男。岡麓に書道を学ぶ[16]。
4. 別府信雄（1902年6月 - 1979年） - 旧姓荻原、哲二郎の弟得三の泰明小学校同級生で[15]、東京大学卒業後、東洋大学ドイツ語教員を経て、哲二郎の一人娘道子と結婚、別府家を継いだ[17]。趣味は椿の栽培で、松尾芭蕉、良寛に関する書を愛読し、将棋は二段の実力があった[18]。
5. 別府得三（1902年9月 - 1992年9月） - 哲二郎の弟で、信雄死去後、長男克己が継ぐまで中継ぎを務めた[19]。
6. 別府克己 （1939年1月 - ）信雄の長男として芝区桜川町に生まれ、茨城県の瓜連町に疎開後、世田谷区駒沢の別荘で育った[18]。慶應義塾大学商学部卒業後、竹葉亭に入社、昭和58年（1983年）当主[19]。妻は駒形どぜう五代目渡辺繁三長女淳子[20]。
7. 別府允（1945年 - 2014年） - 克己の弟で、慶應義塾大学法学部卒業後、日本オリベッティに就職、昭和49年（1974年）竹葉亭入社、京橋支店責任者等を務め[21]、平成15年（2003年）当主[1]。
8. 別府晋（1969年6月2日 - ）- 克己の長男。中央大学商学部会計学科卒業後、中之島竹葉亭本店で約3年間修行、東京に戻り竹葉亭本社事務所にて約1年間経理を担当し、平成10年（1998年）より銀座店で調理担当、責任者[22]。2013年より社長。

墓所は港区三田の魚籃寺

## 有名人の逸話
- 寺田寅彦は、明治28年（1895年）夏、尾張町の竹葉亭の隣家[注釈 1]の2階を一ヶ月間間借りした。2階や便所の窓からは鰻を焼く団扇の羽ばたきが見え、音や匂いもわかったという[23]。
- 北大路魯山人は『鰻の話』昭和10年（1935年）において鰻屋一流店として小満津、竹葉亭、大黒屋を挙げ、中でも竹葉の主人は絵画に目が利くので「美を知るものは、たとえ商売が何屋であっても、どこかそれだけちがうものがある。」と評している。勘定をしないで帰り、鰻代の代わりにロ印の器が届いたこともあった[24]。
- 斎藤茂吉は鰻好きで知られているが、特に道玄坂の花菱と木挽町の竹葉亭を贔屓にしていた。昭和18年（1943年）、息子斎藤茂太の見合いが竹葉亭で行われた際、婚約者が緊張のため残した鰻を茂吉が食べた[25]。
- 池田彌三郎は竹葉亭で出征前に見合いを行い、婚約者に丼の中身がかかってしまう椿事があったが、見合いは無事に成立した[25]。

## 文学における竹葉亭

### 新富町
- 夏目漱石『吾輩は猫である』、明治39年（1906年）

- 泉鏡花『婦系図』明治40年（1907年）

### 丸ビル
- 林芙美子『多摩川』昭和15年（1940年）